# Brian Locking
Brian Locking detto Liquorice (Bedworth, 22 dicembre 1938 – Grantham, 8 ottobre 2020) è stato un bassista e armonicista britannico.
Brian Locking è nato il 22 dicembre 1938 a Bedworth nel Coventry. Più tardi si è spostato con la sua famiglia a Grantham ed è diventato pompiere. Dopo 18 mesi, Brian ha cambiato lavoro andando a fare il commesso in un negozio di abbigliamento. Inizia la carriera musicale come contrabbassista, suonando con diversi gruppi. Brian è entrato nella scena jazz ed ha imparato a suonare l'armonica, oltre ad altri strumenti, come il clarinetto (anche detto Liquorice Stick) da cui deriva il suo soprannome. Suona con Vince Taylor e diventa parte del gruppo Wildcats, che accompagnava il cantante Marty Wilde, dove conosce alla batteria il suo futuro collega Brian Bennett.
Nonostante sia stato il bassista degli Shadows per solo 18 mesi, dal 1962 al 1963 Brian è stato il protagonista, con l'armonica, delle canzoni Bo Diddley e Dakota, ed ha partecipato al periodo d'oro degli Shadows in brani come Dance On, Foot Tapper, Atlantis.